# Wit donsvoetje
Het wit donsvoetje (Tubaria hololeuca) is een schimmel behorend tot de familie Tubariaceae. De zwam leeft saprotroof op spaanders en snippers in de duinen. Hij komt voor in de buitenduinen op droog, kalkhoudend zand.

## Kenmerken

### Uiterlijke kenmerken
De paddenstoel heeft een witte hoed en witte lamellen.

### Microscopische kenmerken
De sporen zijn glad, lichtgeel en meten 6,8-8,5 x 4,8-5,3 µm. De cystiden zijn cilindrisch, lageniform met afmeting 26-32 x 6-8 µm en bolvormig, otriform met afmeting 24-32 x 11-15 µm. De basidia zijn 4-sporig en meten 19-20 x 6-8 +/- 3 µm. Er zijn gespen aanwezig.

## Verspreiding
In Nederland komt het wit donsvoetje zeer zeldzaam voor.